# Ekiga
Ekiga(이전 명칭: 그놈미팅/GnomeMeeting)는 그놈과 마이크로소프트 윈도우용 VoIP 및 화상 회의 애플리케이션이다. GNU GPL 2.0 이상의 라이선스를 가진 자유 소프트웨어로서 배포된다. 2009년 10월까지 우분투의 기본 VoIP 클라이언트였으나 이후 엠퍼시로 대체되었다. Ekiga는 SIP와 H.323(OPAL 기반) 프로토콜을 모두 지원하며 기타 SIP 호환 애플리케이션과 마이크로소프트 넷미팅과도 완전히 상호 운용된다. 고품질 오디오 및 비디오 코덱을 다수 지원한다.

## 같이 보기
- Jitsi
- 자유-오픈 소스 소프트웨어 패키지 목록
- 톡스 (프로토콜)